# (2485) Scheffler
(2485) Scheffler est un astéroïde de la ceinture principale extérieure découvert le 29 janvier 1932 par l'astronome allemand Karl Wilhelm Reinmuth. Le lieu de découverte est Heidelberg (024). Sa désignation provisoire était 1932 BH.
Sa distance minimale d'intersection de l'orbite terrestre est de 1,597320 ua.